# دانيال هاغاري
دانيال هجري (بالعبرية: דניאל הָגָרִי) (ولد في 14 أغسطس 1976) هو ضابط في الجيش الإسرائيلي برتبة لواء، يشغل حالياً منصب المتحدث باسم الجيش الإسرائيلي. شغل سابقاً عدة مناصب قيادية منها رئيس قسم العمليات في البحرية الإسرائيلية، وقائد وحدة الكوماندوز البحري "شايطيت 13"، ومساعد رئيس الأركان، ورئيس قسم العمليات في البحرية.

## السيرة الذاتية
ولد دانيال هجري ونشأ في تل أبيب كأكبر الأبناء بين ثلاثة أشقاء. أحد إخوته هو الفنان بن هجري، والأخ الآخر يوني هجري. والده إيلان هجري يعمل كمصمم جرافيك وقد صمم الطابع البريدي الذي يخلد ذكرى يتسحاق شامير. والدته شولا كانت مديرة مبيعات واشتراكات في مسرح الكامري حتى وفاتها عام 2007.
درس هجري في مدرسة "أد غوردون" الثانوية في تل أبيب، حيث تخصص في البيولوجيا والمسرح. انضم لاحقاً إلى حركة "هشومير هاتسعير".
التحق هجري بالجيش الإسرائيلي في مارس 1995، وتطوع للوحدة البحرية "شايطيت 13"، حيث أنهى تدريبه كمقاتل بحري ثم أكمل دورة ضباط المشاة. بعد انتهاء الدورة، عاد إلى الوحدة ليشغل منصب قائد فريق تدريبي، ثم عمل كنائب قائد وحدة مقاتلين في "شايطيت 13"، وشارك في عدة عمليات خلال الانتفاضة الثانية وعملية "السور الواقي". في الفترة بين 2003 و2004، شغل منصب نائب قائد كتيبة 50 في لواء الناحال.
في عام 2007، تمت ترقيته إلى رتبة مقدم وعُين قائداً لفريق السفن في "شايطيت 13"، واستمر في هذا المنصب حتى عام 2009. ثم تولى قيادة قسم التدريب في "شايطيت 13" حتى عام 2011، وبعدها شغل منصب نائب قائد الوحدة حتى عام 2012. من عام 2013 إلى 2015، شغل منصب رئيس مكتب رئيس الأركان بيني غانتس.
في عام 2015، تمت ترقيته إلى رتبة عقيد وعُين رئيساً لقسم العمليات في البحرية الإسرائيلية حتى عام 2017. في مايو 2017، تم تعيينه مساعداً لرئيس الأركان غادي أيزنكوت، وشارك في عملية "درع الشمال" خلال فترة خدمته حتى عام 2019. في 31 يوليو 2019، عُين قائداً لوحدة "شايطيت 13"، وفي 2020، حصلت الوحدة تحت قيادته على وسام تقدير من رئيس الأركان وجائزة الوحدة المتميزة. في 2021، حصل على وسام الشرف من رئيس الأركان. بعد انتهاء مهمته في "شايطيت 13"، تمت ترقيته إلى رتبة لواء وعُين رئيساً لقسم البحرية في 17 يونيو 2021.
في 29 مارس 2023، تم تعيينه المتحدث الرسمي باسم الجيش الإسرائيلي. خلال هذا المنصب، شارك في تقديم الإيجازات الإعلامية اليومية باللغتين العبرية والإنجليزية خلال عمليات مثل "عملية بيت وجن"، و"عملية درع وسهم"، وحرب "سيوف الحديد".
هجري حاصل على درجة البكالوريوس في الفلسفة ودرجة الماجستير في الدبلوماسية والأمن من جامعة تل أبيب. وهو متزوج وأب لأربعة أطفال.